# Personaggi di Drawn Together
Questa pagina contiene un elenco di tutti i personaggi della serie televisiva statunitense a cartoni animati Drawn Together.

I protagonisti nell'episodio 2x7. Da sinistra: Toot, Ling-Ling, Foxxy, Spanky, Clara, Capitan Hero, Wooldoor, e Xandir

## Personaggi principali

### Capitan Hero
Tim Tommerson: (soprannome), è la parodia del Superman della versione animata di Bruce Timm. Ha 28 anni e proviene dal pianeta Zebulon ed è nato da uno stupro. Il fatto che si rivolga a sua madre come Imma e che Zebulon ricordi Zebulun, una delle dieci tribù perdute di Israele fa intuire che sia Ebreo. Come Batman ha una sua caverna e come Superman una sua fortezza della solitudine perché non ha mai avuto una spalla in quanto nessuno voleva lavorare con lui, dato che molto spesso finiva per uccidere involontariamente le persone che dovrebbe salvare (il primo a lavorare con lui sarà Wooldoor). Captain Hero è stupido e infantile, nonché molto competitivo, tanto che affronta qualsiasi cosa che abbia la parola "super" nel nome.
In più di una occasione dimostra di essere pazzo e di avere più personalità contorte. Persino la sua sessualità è molto complessa: oltre a mostrare segni di pedofilia, necrofilia e zooerastia, ama copulare con le donne grasse e ha una passione per la masturbazione (trovata Foxxy legata e coperta di miele, la fotografa e poi corre nella sua caverna con del lubrificante e dei Kleenex); ha anche un evidente lato omosessuale: nonostante cerchi di negarlo si sa per certo che ha fatto sesso in un bagno di una stazione di servizio con Bizzaro ed ha avuto una storia con Lanterna Verde; sviluppa poi una stretta amicizia con Xandir, nonostante mantenga un atteggiamento omofobico.
Non di rado si traveste da donna, quando fece la damigella al matrimonio di Spanky e Xandir e una volta per distrarre delle guardie; inoltre qualche volta scrive su un suo diario segreto, con una penna con il ciuffo sopra, esprimendo delle speranze tipiche di una ragazzina. In una simulazione ha finto di essere la madre di Xandir mostrando un lato molto sensibile di sé.
Per perdere i suoi poteri deve cadere da cavallo diventando paraplegico, chiaro riferimento a Christopher Reeve, l'ex Superman dei film (questa scena doveva apparire in un episodio della prima stagione che però è stato inizialmente tagliato, poi mandato in onda durante la seconda stagione saltando però la sequenza incriminata).
Poco presente nella prima stagione, nella seconda è il protagonista assoluto.
Doppiatore italiano: Raffaele Farina;

### Principessa Clara
Rappresenta lo stereotipo della principessa Disney. È razzista, essenzialmente perché nel suo Paese le persone di colore sono tutte in schiavitù. Infatti appena incontra Foxxy la scambia per la cameriera della casa. Nonostante questo razzismo però stringe amicizia con lei e temporaneamente diventano lesbiche.
In un altro episodio, nel corso di una simulazione, ha un rapporto sessuale con Toot (che fingeva di essere il padre di Xandir). È anche omofoba, considera gli omosessuali dei peccatori: pensa che Xandir brucerà all'inferno e si oppone con tutte le sue forze al matrimonio tra questi e Spanky. Clara è infatti fortemente cattolica e lei stessa afferma di voler più bene a Gesù che ai suoi amici e cerca di impedire a Wooldoor di imparare a masturbarsi.
Molte delle canzoni della serie sono di Clara (chiaro riferimento a Biancaneve): canta la canzone Some Black Chick Tongue, dedicata al bacio che si scambia con Foxxy, e la canzone Bully, per insegnare a Wooldoor come si risponde ai bulletti.
Clara come tutte le principesse ha una maledizione: ha un mostro tentacolare nella vagina. L'unico modo per sciogliere la maledizione è trovare il vero amore. Viene così organizzato un reality show sullo stile di The Bachelor in cui Clara incontra il Prince Charming (Principe Azzurro) ma, in una scena che cita il finale di Shrek, invece di sciogliersi, la maledizione verrà passata anche a Prince Charming, che reagirà suicidandosi. In seguito Clara farà una serie di plastiche alla vagina, per contrastare il maleficio, che finirà per assomigliare al volto di Joan Rivers.
Durante la prima stagione ha una storia con Spanky, di cui però non si parla nella seconda. Soffre di carenze di affetto da parte del padre, tanto da diventare una spogliarellista per farsi amare da lui. Nella prima stagione ha maggior spazio rispetto alla seconda, nella quale ha il ruolo di fanatica religiosa.
Assomiglia moltissimo ad Ariel (occhi, parte inferiore dei capelli e corpo), Belle (colore dei capelli), Aurora (parte superiore dei capelli) e Biancaneve (nel fatto che è sempre circondata da animali, o mentre canta oppure quando ne ha bisogno, come in un episodio, quando fa esplodere una macchina, arrivano degli uccellini che le danno una sigaretta e l'accendono con l'accendino).
Doppiatrice Italiana: Emanuela Pacotto;

### Foxxy Love
È il classico personaggio risolvi misteri della Hanna-Barbera, che ricorda Valerie Brown della serie animata Josie e le Pussycats e il personaggio cinematografico di Foxy Brown. È figlia di un uomo e di una volpe e possiede un camioncino come quello della Scooby Gang, che una volta utilizzava con il suo gruppo, le Foxxy Five. Il gruppo si è sciolto anni prima, ma Foxxy le rincontra nel corso della serie; quando le sue quattro amiche muoiono scrive una canzone per loro, per poi scoprire che le ha uccise lei investendole per sbaglio in stato di ubriachezza.
Assieme a Spanky, Foxxy è il personaggio maggiormente attivo sessualmente: ha un rapporto lesbico con Clara; una relazione sadomasochista del tipo Padrona/Schiavo con Captain Hero; insegna a Wooldoor come masturbarsi e lei stessa ammette che le prove che vengono date alla sua squadra sono quelle più facili perché fa sesso con i produttori.
Sua madre l'ha cacciata di casa perché si vestiva come una spogliarellista e non si è mai sentita amata dal padre. Ha anche alcuni figli che però non ha potuto tenere con sé, uno in particolare (Timmy) viene citato spesso da Foxxy in modo malinconico. Ha anche un nipote di nome RayRay
Foxxy è un personaggio centrale nella prima stagione, ma proseguendo con la seconda perde di importanza. Ha spesso il ruolo della persona più saggia tra gli abitanti della casa. Nella versione statunitense si esprime con il tipico slang del Bronx. In quella italiana invece parla con un lieve accento milanese.
Doppiatrici Italiane: Ilaria Bernardini (stagioni 1-2 e metà della stagione 3), Maria Grazia Errigo (stagione 3);

### Toot Braunstein
È lo stereotipo del personaggio d'animazione degli anni venti, ha l'aspetto di Betty Boop, e della diva del cinema decaduta. Toot dichiara di avere ventidue anni, ma il fisico decadente lascia intendere che in realtà sia molto più anziana.
Molte gag ruotano attorno al suo peso, al suo appetito e sui suoi difetti fisici (il seno cadente, i peli superflui, in alcune gag viene mostrata con zoccoli e coda, altre volte viene addirittura fatto intuire che abbia un pene), tuttavia Toot non si meraviglia del fatto di non piacere agli uomini. È innamorata di Xandir, ma si rassegnerà quando scoprirà che lui è omosessuale. Toot è inoltre autolesionista.
Durante la prima stagione, Toot è il personaggio che maggiormente crea problemi: mette Clara contro Foxxy, convince la principessa di essere incinta, mente alla fidanzata di Xandir, cerca di mettere gli abitanti della casa contro la produzione, rivela a tutti la maledizione di Clara.
Nella seconda stagione il suo personaggio assume maggiore rilievo: adotta un bambino in Nicaragua, viene chiusa per sbaglio in un manicomio. Toot è il personaggio più indifferente della serie.
Doppiatrici Italiane: Victoria Cabello (stagione 1), Lisa Mazzotti (stagioni 2-3)

### Wooldoor Sockbat
Personaggio con le fattezze di SpongeBob SquarePants e Stimpson J. Cat, è il personaggio più innocente della casa, infatti di rado lo si vede dire o fare qualcosa di cattivo, se non per sbaglio. È spesso maltrattato dagli altri, in particolare da Spanky, e idolatra Captain Hero di cui diventa il compagno. Pende dalle labbra di Clara che gli insegna come ribellarsi ai bulletti e che masturbarsi è sbagliato.
Il suo popolo ha subito uno sterminio da parte degli Sweetcake che li hanno utilizzati come ingredienti di dolci. Wooldoor è cristiano e assume spesso il ruolo di sacerdote, anche se sulla stola sono raffigurati degli ankh anziché delle croci. Wooldor celebra così il matrimonio tra Xandir e Spanky e ha questo ruolo anche in una simulazione durante la quale molesta un bambino. Ha spesso anche il ruolo di medico e scienziato.
Inoltre, Wooldor ha una particolarità: il suo modo di masturbarsi, oltre ad essere accompagnato da una serie di tremolii del corpo ed altre stranezze, produce anche delle piccole spore, che lui chiama "Baby Spore", che hanno il potere di curare tutti i mali del mondo.
Nella prima stagione è lasciato in disparte, per essere approfondito di più nella seconda.
Doppiatore Italiano: Daniele Demma;

### Ling-Ling
Parodia di Pikachu, Ling-Ling è un mostro da battaglia di carte collezionabili (parodia dei Pokémon) asiatico sociopatico. 
Ling-Ling incarna diversi stereotipi sugli asiatici: eccezionale nei test a risposta multipla (ma, in compenso, pessimo nella guida), difficoltà nel distinguere la L e la R... Non parla, quasi mai, in inglese; ma in un grammelot sottotitolato, che comprende parole delle lingue dell'Asia orientale (nell'edizione italiana, invece, parla un engrish con un accento asiatico stereotipato, mescolato a parole giapponesi casuali; inoltre, sono stati rimossi i sottotitoli presenti nell'edizione originale). 
In un episodio, poiché invoca L. Ron Hubbard, viene reso implicito che Ling-Ling sia un seguace della Chiesa di Scientology. In un altro, invece, si scopre che i suoi occhi vedono le persone, come se fossero personaggi degli anime; operato per superare questo inconveniente, diventa ironicamente simile agli altri personaggi: infatti, parla in un inglese fluente (nel doppiaggio italiano, privo dell'accento asiatico) e vede come gli altri coinquilini. Tuttavia, decide di tornare a vedere come prima. quando Godzilla lo accusa di essere un twinkie.
Ling-Ling possiede vari superpoteri: l'elettrocinesi, crescita di aculei sul corpo, poter usare, come una spada, il punto esclamativo che possiede come coda... Quando è depresso, il sul dorso secerne una sostanza allucinogena che rende euforico chi la lecca (un dono ereditato dal padre). Un tempo, sognava di diventare un ballerino, ma venne catturato da Gash (parodia di Ash Ketchum) che lo costrinse a diventare una belva da combattimento (perché invidioso del suo talento naturale per la danza).
Nei primi episodi della prima stagione, Ling-Ling sembrava asessuato (in alcuni episodi, invece, era implecito che potesse essere una femmina), ma, in seguito, viene chiarito che è un maschio. In un episodio, avvia una relazione con Ni-Pul (creatura appartenente alla sua stessa specie). 
Ling Ling è il personaggio meno approfondito della serie; infatti, ha un ruolo da protagonista, in soli undici episodi.
Doppiatrice italiana: Graziella Porta

### Xandir P. Wifflebottom
È lo stereotipo del protagonista del videogioco di avventura, cita Link di The Legend of Zelda, ma anche tutti i personaggi bishōnen del mondo dei videogiochi orientali.
È in un'avventura senza fine per salvare la sua ragazza, ma fin dall'inizio è chiaro che sia gay (durante il bacio tra Clara e Foxxy è l'unico uomo a non eccitarsi), nonostante venga esplicitato solo nel terzo episodio.
Xandir non è consapevole di essere gay, e saranno i suoi coinquilini a farglielo capire, organizzandogli un Gay Bash in piscina. Inizialmente avrà qualche problema ad accettarlo (si suiciderà ripetutamente, consumando quarantanove vite), ma poi troverà l'amore nel genio della lampada; il genio viene però subito rapito. Tuttavia quando riappare più avanti non sembra più esserci nulla tra i due facendo intendere che si siano lasciati.
A dispetto dell'iniziale disagio nei confronti della propria omosessualità, Xandir sembra sempre più a suo agio con questo ruolo: lo vediamo spesso vestire abiti femminili, in una parodia della principessa Leila, in uno strip club e portare il cartellone durante un match di lotta libera. Sviluppa anche una sessualità molto disinibita che lo porta addirittura a ricevere una fellatio da Dio. Insegnando a Toot come vomitare, mostrerà un'incredibile capienza nella gola, infilandovi una spada fino all'elsa.
Ha una stretta amicizia con Captain Hero, nonostante l'omofobia di questi, e ha una relazione con Timm, l'alter ego di Hero. Non sapendo come dire ai suoi genitori che è gay organizza una simulazione con gli abitanti della casa, anche se alla fine si capirà che probabilmente i suoi genitori l'hanno sempre saputo.
Doppiatore Italiano: Alessandro Rigotti;

### Spanky Ham
Un'animazione in Flash scaricata da internet, Spanky è il più rude e volgare tra gli abitanti della casa. Costantemente eccitato, lo vediamo spesso masturbarsi e trarre piacere dalle proprie funzioni corporali. Ha una moglie e un figlio ed è musulmano. È forse l'unico personaggio a non avere degli istinti bisessuali, pur contraendo un matrimonio gay di comodo con Xandir, con il quale però non riesce appunto ad avere un rapporto.
In molti episodi appare come l'antagonista principale della serie: schiavizza Ling-Ling costringendolo a cucire scarpe, obbliga Wooldoor a far cantare Clara per poter macellare gli animaletti del bosco che compaiono ad ogni canzone della principessa, si mostra piacevolmente divertito da qualsiasi episodio di razzismo, ride del Captain Hero paraplegico e viene fatto intuire che la prima volta che ha fatto sesso ha in realtà commesso uno stupro. Tuttavia dopo aver avuto una storia con Clara sembra addolcirsi. È comunque grande amico di Captain Hero (con cui organizza una truffa in un casinò nell'episodio "I fantasmi del casinò") e di Clara (con cui fa spesso scherzi al ragazzo delle pizze).
Spanky è essenzialmente un personaggio che resta nello sfondo a fare battute. Nella terza stagione viene completamente accantonato pur essendo l'unico membro del cast ad essere presente in ogni episodio.
Doppiatore Italiano: Giovanni Battezzato

## Personaggi ricorrenti
- Octopussoir, voce originale di Jess Harnell, italiana di Claudio Ridolfo.

È il mostro tentacolare che vive nella vagina di Clara. È aggressivo solo se viene stuzzicato e gli danno fastidio i rumori forti. Nonostante le apparenze è un bravo mostro, aiuta la vecchia vicina con la spesa, fa donazioni ad enti benefici e lava i piatti in casa. Ha una personalità molto sensibile. Quando Clara fa una plastica alla vagina, comincia una nuova vita, si iscrive all'università e si sposa con la trentottenne ebrea ragazza insolitamente flessibile. Felice di questa nuova vita, decide di non tornare nella vagina di Clara.
- Bleh, voce originale di Sarah Silverman, italiana di Cinzia Massironi.

Cugina ritardata di Clara, viene ogni tanto a trovarla nella casa. Inizialmente presa in giro da Spanky e Hero, quando si rivela essere una bomba sexy, il secondo decide di chiederle un appuntamento. Clara, che si vergogna profondamente della cugina e la fa dormire in una cuccia per gatti, inizialmente è contraria, poi si convince della bontà dei sentimenti di Hero, ma quando scopre che è uscito con la ragazza solo per scommessa decide di separarli, infrangendo il cuore di Hero, che si era innamorato veramente. In realtà la stessa Bleh era uscita con Hero per una scommessa fatta con dei suoi amici ritardati (nella versione DVD questi amici sono in realtà delle versioni ritardate degli abitanti della casa). Bleh parla esclusivamente citando recensioni del film "Mi chiamo Sam".
- Jun-Jee, voce originale di Jess Harnell, italiana di Stefano Albertini.

Il padre di Ling Ling di cui è una versione più anziana; infatti, così come il figlio è una parodia di Pikachu, questi è invece una parodia della sua evoluzione: Raichu. Un tempo potente guerriero, ora si è ritirato ed ha aperto una lavanderia. Ritiene che la scelta di Ling Ling di entrare in un Reality Show getti fango sulla famiglia Ling. Come il figlio, anche lui deprimendosi secerne una sostanza allucinogena. In un episodio della terza stagione contrarrà matrimonio con Toot, che lo sposerà solo per interesse in quanto il padre di Ling-Ling è ricchissimo. Questi, però, scoperto l'inganno, ripudierà Toot come moglie e si terrà i soldi per fare una crociera sulla Luna, ma verrà fermato dal figlio. Alla fine si teletrasporterà con il tenente Sulu sull'Enterprise (riferimento all'omosessualità dell'attore George Takei). Alla prima apparizione parla giapponese sottotitolato, mentre quando riappare più avanti parla tranquillamente in inglese.
- Il re (in originale: The King), voce originale di Jonathan Kimmel (serie) e Jess Harnell (film), italiana di Mario Scarabelli (serie).

Padre di Clara, il suo aspetto ricorda vagamente il Re Tritone della Sirenetta. È affezionato in modo quasi morboso alla figlia, tanto da far pensare che tra i due potrebbe esserci una relazione incestuosa (è anche stato fatto intendere che una volta ha avuto un rapporto sessuale con la figlia) Inizialmente vede di cattivo occhio la relazione della figlia con Spanky, ma quando vede Clara ridere di cuore per la prima volta, decide di dare ai due il permesso di frequentarsi.
- Il produttore ebreo (in originale: The Jew Producer), voce originale di James Arnold Taylor, italiana di Marco Balzarotti.

Appare alla fine della prima stagione come una parodia di Richie Rich, e dà il via ad una versione di The Apprentice con i concorrenti della casa, il cui vincitore erediterà la sua ricchezza. In realtà il gioco è una bufala e questo causa una rivolta degli inquilini che abbandonano la casa. Nel corso del gioco ha un orgasmo ogni volta che elimina un concorrente. Quando, nel primo episodio della seconda serie, i ragazzi vogliono rientrare, li obbliga a sfidare il suo pene in una manche di "Simone dice".
- Servizi sociali (in originale: Child Services), voce originale di Paget Brewster e Tara Strong.

Una agente dei servizi sociali.
- La ragazza insolitamente flessibile (in originale: Unusually Flexible Girl), voce originale di Tara Strong, italiana di Debora Magnaghi.

Eroina con la capacità di allungarsi, è un chiaro riferimento a Mister Fantastic de I Fantastici Quattro e a Elastigirl del film Pixar Gli Incredibili, ricordando varie supereroine dei fumetti DC Comics. È ebrea, ha 30 anni e vuole sposare Captain Hero. Captain Hero cerca di farla fidanzare con Wooldoor ma poi, ingelosito, decide di riconquistarla. Alla fine morirà colpita in volto da una patata, accidentalmente sparata da un bazooka da Toot e Clara. Al momento della morte stringerà le mani di Wooldoor e Hero.
- Steve di Long Island, voce originale di James Arnold Taylor.

Un frequentatore di club che viene sempre visto indossare una maglietta verde a strisce, pantaloni bianchi e occhiali da sole.
- Giudice Biscotto (in originale: Judge Fudge), voce originale di James Arnold Taylor, italiana di Riccardo Rovatti.

Un biscotto vestito da giudice che, secondo il produttore ebreo ha vinto la prima stagione di Drawn Together chiamandolo come ospite al Drawn Together Clip Show (seconda stagione). La sua frase più celebre è "sono troppo occupato ad essere delizioso...", e questo lo porta ad essere superficiale ed insensibile.

## Personaggi secondari
- I Sockbats.

Creature della stessa razza di Wooldoor.
- La ragazza di Xandir, voce originale di Cree Summer, italiana di Renata Bertolas.

Ispirata alla Zelda dell'omonimo gioco, è costantemente rapita dal nemico di Xandir: Lord Tastoinvio. Non sospetta minimamente che il suo ragazzo sia gay e quando lo scopre chiude i ponti con lui. È cara amica di Miss Pacman.
- Il genio della lampada, voce originale di James Arnold Taylor, italiana di Giorgio Bonino.

Il virile abitante della lampada magica è ispirato al Genio di Aladdin, e più in generale al comico Robin Williams (quando infatti appare la prima volta cita tutta una serie di personaggi interpretati da questi: Mrs Doubtfire, Patch Adams, Popeye). È di color porpora ed ha il petto coperto da peli che rispecchiano il suo umore (quando si arrabbia prendono la forma del 666). Viene evocato per curare Xandir dall'omosessualità, ma si rifiuta, in quanto anche lui è gay. Aiuta però Xandir ad accettarsi; i due si innamorano, ma il genio viene rapito da Lord Tastoinvio. Riappare più avanti nella serie, al matrimonio tra Xandir e Spanky.
- Tortina di fragola (in originale: Strawberry Sweetcake), voce originale di Cree Summer, italiana di Serena Clerici.

Parodia di Fragolina Dolcecuore, appare all'inizio della seconda stagione, con Wooldoor apparentemente morto e Toot abbandonata su un'isola, i ragazzi provinano vari cartoni per un nuovo ingresso nella casa. Viene scelta questa piccola e adorabile creatura, la cui razza sterminò quella di Wooldoor trasformandoli in dolci. Quando cerca di uccidere anche questi, gli abitanti della casa si mobilitano e alla fine Tortina viene divorata da Toot.
- Bob il cetriolo e Larry il pomodoro, voci originali di James Arnold Taylor, italiane di Diego Sabre e Luca Sandri.

Sono rispettivamente la parodia di Bob e Larry di VeggieTales, una serie animata in CGI statunitense i cui episodi hanno lo scopo di trasmettere la morale cristiana e raccontare episodi tratti dalla Bibbia. Bob e Larry vengono contattati da Clara per impedire a Wooldoor di masturbarsi, ma quando scopre che Wooldoor continua a farlo ugualmente, Bob diventa preda di un fanatismo religioso incontrollabile e massacra tutti in una sparatoria. Colpito da una Baby Spora ritrova il controllo e decide di suicidarsi.
- Ni-pul, voce originale di Cree Summer, italiana di Elisabetta Spinelli.

È un mostro della stessa razza di Ling Ling, simile ad un gatto con una grossa coda di colore porpora, il cui nome suona come la parole nipple ("capezzolo") in inglese e dall'aspetto sembrerebbe essere una citazione da Vexx. Ling Ling e Ni-pul sono innamorati e combattono assieme notte dopo notte (infatti per la loro razza combattere equivale a copulare), finché la passione in lei comincia a spegnersi e perde interesse per Ling Ling. Allora gli propone di fare semplicemente del sesso come gli occidentali e i due passano il resto dell'episodio numero 5 della seconda stagione, intitolato "Baby Spore", a copulare, finché non vengono coinvolti nella sparatoria di Bob il cetriolo. Dato che alla fine della puntata Wooldoor resuscita tutti con le sue Baby Spore è probabile che anche Ni-pul sia tornata in vita.
- Mucca dal Vivo (in originale: Live Action Cow).

È una mucca che viene dalla Foresta dal Vivo. Wooldoor decide di adottarla; i due diventano grandi amici, ma i suoi coinquilini lo obbligano a riportarla nella foresta. Qui vengono aggrediti da uno "Scoiattolo dalle grandi palle" e la Mucca dal Vivo li salva, per questo decidono di riportarla a casa. La mucca però contrae la rabbia e Wooldoor dovrebbe abbatterla, ma non ne ha il coraggio. Live Action Cow fa una carneficina nelle città di Springfield, South Park, Bedrock e nella città del futuro dei Pronipoti, ma alla fine ritorna alla casa di Drawn Together. Quando la polizia vuole ucciderla, Wooldoor le fa da scudo, ma quando cominciano a sparare la Mucca dal Vivo lo protegge con il suo corpo e muore.
- Scorpion, voce originale di Ed Boon, italiana di Giorgio Melazzi.

Il noto Ninja di Mortal Kombat, eterno rivale di Sub-Zero, appare nella prima puntata della seconda stagione, dove si sta effettuando un provino per la scelta di nuovi inquilini, visto che Wooldoor è ipoteticamente morto e Toot è dispersa in un'isola dei Mari del Sud. Quando gli chiedono quale sia la sua mossa speciale, egli afferra con il rampino ninja l'effeminato Xandir e lo uccide eseguendo su di lui una Fatality, ma questi resuscita poco dopo. Nella versione italiana, quando Xandir gli fa vedere la sua mossa speciale, Scorpion dice "Oh signur!".
- Il Re delle Assicurazioni (in originale: The King of Health Insurance), voce italiana di Marco Balzarotti.

Appare nell'episodio in cui Spanky Ham si prende un virus informatico, essendo lui un download di Internet, e deve essere curato, ma non ha l'assicurazione medica. Xandir ce l'ha e per far sì che anche Spanky ce l'abbia, il metodo migliore è sposare Xandir. Clara, venuta a conoscenza del piano del rozzo maiale, chiama il Re delle Assicurazioni, un personaggio il cui aspetto ricorda molto il Re Uberto de La Bella Addormentata Nel Bosco. Il Re delle Assicurazioni, al fine di verificare l'autenticità del matrimonio omosessuale di Xandir e Spanky, chiede loro di copulare davanti a lui. Ma Spanky, nonostante tutti i suoi sforzi, non riesce ad avere un'erezione. Allora il Re, una volta capito l'intrigo, minaccia di togliere a Spanky l'assicurazione medica avuta col matrimonio gay. Spanky, però, si giustifica spiegando al Re che un matrimonio gay non vuol dire solamente copulare: un matrimonio è anche amore, è passione, è voglia di stare insieme per sempre. In questo modo il Re si redime ed annulla il processo di cancellazione dell'assicurazione di Spanky.
- Capitan Hero Bizarro, voce originale di Jess Harnell, italiana di Claudio Ridolfo.

Perfetto duplicato imperfetto di Captain Hero, appare solamente nel terzo episodio della prima stagione, al momento in cui Xandir dà una festa per celebrare il fatto di essere gay. Va da Captain Hero e si sorprende di vederlo, visto che entrambi non si vedevano dall'epoca della formazione alla Federazione degli Eroi. Captain Hero, quando lo vede, gli dice di tacere perché "quello che è successo nel Mondo Bizarro, deve rimanere nel Mondo Bizarro", ma l'altro supereroe si giustifica dicendo che "i bagni della stazione dei pullman non sono considerati Mondo Bizarro". Captain Hero, per farlo tacere, lo spedisce lontano con un forte pugno. In seguito viene ritrovato impiccato ad un albero, suicidatosi.
- La Lega dei Supereroi, voci originali di Chris Edgerly (Capitan Colonicus), Roger Craig Smith (Ethan Hawkman), italiane di Marco Balbi (Capitan Colonicus), Gianni Gaude (Ethan Hawkman) e Paolo De Santis (Uomo-Coccodrillo).

Ricalcata sul modello dei gruppi di supereroi della Marvel e DC Comics come i Vendicatori e la JLA, compare solamente nel sesto episodio della seconda stagione, quando Captain Hero e Spanky Ham organizzano una truffa in un casinò, poi Hero decide di sbarazzarsi di Spanky e il maiale si vendica con un geniale stratagemma. Spedendo le registrazioni alla Lega, essi appaiono e arrestano Captain Hero. I membri della Lega sono Capitan Colonicus, la Donna Non Ben Vestita (ispirata a Wonder Woman), Ethan Hawkman (una sorta di Hawkman con la faccia di Ethan Hawke) e l'Uomo-Coccodrillo Nano dell'Africa Occidentale.
- Super-Tata (in originale: Super Nanny), voce originale di Cree Summer, italiana di Marinella Armagni.

Compare solamente nel settimo episodio della seconda stagione, "Super Nanny". Super-Tata è la parodia dell'omonimo programma TV e deve fare i conti con Captain Hero, che la considera un suo rivale solo perché porta la parola "super" davanti al suo nome. Super-Tata ha una particolarità: quando qualcuno fa qualcosa di cattivo, lei lo manda a sedersi su uno sgabellino colorato e lo fa rimanere lì fino a quando il malcapitato non le chiederà il permesso per alzarsi di nuovo. La permanenza di Super-Tata nella casa dà luogo ad esilaranti gags (come quando Captain Hero dice che da quando lei era nella casa lui dormiva molto di più, non faceva i dispetti e non aveva bagnato il letto per tre notti di seguito). Alla fine si scopre che l'obiettivo di Super-Tata è conquistare il mondo con le sue mini-truppe, che altro non sono che i bambini sottoposti al suo metodo. Sarà lo stesso Captain Hero a sventare tutto grazie ad un abile stratagemma di Foxxy.
- L'uomo-scimmia.

È una bizzarra creatura pelosa dalle forme scimmiesche di un film in bianco e nero, Il mondo perduto. Non ha una voce, ma è una presenza fondamentale in quanto serve a coprire varie situazioni.
- Topolino, voce originale di Jess Harnell, italiana di Paolo De Santis.

Il famoso topo icona della Disney, appare come antagonista nell'episodio "Terms Of Endearment" (tuttavia il suo nome viene censurato, ogni volta che qualcuno lo pronuncia, come ad evitare violazioni di copyright). Questo Topolino, cita anche Dart Fener, infatti, indossa un mantello nero ed è sfigurato come quest'ultimo. La sua testa è coperta da un casco metallico, su cui sono montate le sue celebri orecchie, anch'esse di metallo. Dirige il campo di cancellamento (da 'concentramento') per cartoni animati politicamente scorretti, nel quale viene rinchiusa Foxxy.
- Pluto.

- Ariel, voce originale di Tara Strong.
- Aurora, voce originale di Cree Summer.
- Bambi, voce originale di Tara Strong, italiana di Monica Bonetto.
- Barry il pollo, voce originale di Eric Bauza.
- Bill Cosby, voce originale di Jess Harnell.
- Billy.
- Palla blu, voce originale di James Arnold Taylor.
- Brian Dunkleman, voce originale di Matt Silverstein.
- Bucky Bucks, voce originale di Chris Edgerly, italiana di Marco Balzarotti.
- Bumpers, voce originale di Chris Edgerly.
- Capitano Crunch, voce originale di Tom Scharpling.
- Chad Huffington.
- Charlotte, voce originale di Rebecca Romijn.
- Denzel Washington, voce originale di Roger Craig Smith.
- Dr. Lingstein, voce originale di H. Micheal Corner.
- Drago da battaglia (in originale: Dragon Battle Monster), voce originale di Roger Craig Smith.
- Eddie, voce originale di James Arnold Taylor.
- Edward Goldberg, voce originale di Jess Harnell.
- El Choco, voce originale di Jess Harnell.
- Excludey.
- Fernando, voce originale di Tom Kenny.
- Fran Drescher, voce originale di Cree Summer.
- Franken Berry, voce originale di Jason Huber.
- Dio Rana.
- Taddeo.
- Gash, voce originale di Jason Huber, italiana di Davide Garbolino.
- Gwyneth Paltrow, voce originale di Tara Strong.
- Hadji.
- Jeff Probst, voce originale di Jack McBrayer.
- Gesù Cristo.
- Jose Leno.
- Kirk Cameron, voce originale di Will Forte.
- Letta Lame, voce originale di Cree Summer.
- Lord Tasto Invio (in originale: Lord Slashstab), voce originale di Roger Craig Smith, italiana di Gianluca Iacono.
- Mad Felcher, voce originale di Eric Bauza.
- Malcolm Xposition, voce originale di Jess Harnell.
- Megatron.
- Mike Jerowski.
- Signor Drawn Together, voce originale di Jess Harnell.
- Signora Drawn Together, voce originale di Tara Strong, italiana di Renata Bertolas.
- Mr. Russell.
- Munchkin Mouse.
- Nimore.
- Octopenis, voce originale di Jess Harnell.
- Anziana signora Baker, voce originale di Amy Poehler.
- Phat Allen.
- Uomo della pizza, voce originale di Phil LaMarr.
- Pop.
- Braccio di Ferro (in originale: Popeye), voce originale di Billy West.
- I.S.R.A.E.L., voce originale di Seth MacFarlane.
- Make-A-Point Wizard (presente solo nel film), voce di James Arnold Taylor.
- Sarah (solo nel film), voce di Cree Summer